# Karl August

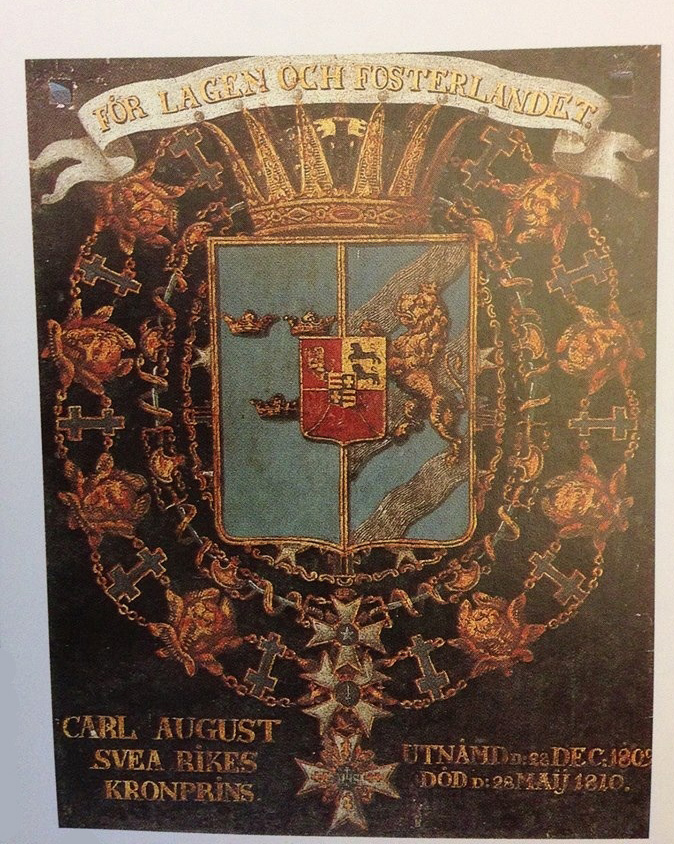
Serafimersköld för Karl August, Riddarholmen.

Karl August, ursprungligen Fredrik Kristian August av Augustenburg, född 9 juli 1768 på Augustenborgs slott i Danmark, död 28 maj 1810 på Kvidinge hed, Skåne, var tredje son till hertig Fredrik Kristian av Slesvig-Holstein-Sønderborg-Augustenborg (vars gren av oldenburgska huset härstammade från Kristian III i Danmark) och hertiginnan Charlotta Amalia av Holstein-Plön samt kortvarigt kronprins av Sverige. Han utsågs till kronprins genom 1809 års successionsordning.

## Militär karriär
Efter studier, bland annat i Leipzig 1782–1784, gick han 1786 i dansk krigstjänst, blev 1790 generalmajor, tog anställning i österrikiska kavalleriet och deltog i Napoleon I:s revolutionskrig vid Rhen. År 1803 utnämndes han till kommenderande general i sunnanfjällska Norge och anlände dit 1804.
Han fick 1807 en viktigare ställning, sedan freden i Tilsit, med den nya alliansen mellan Frankrike och Ryssland, omöjliggjort de nordiska staternas neutralitet, då Danmark-Norge och Sverige tvingats underordna sig denna allians. Det innebar att Danmark hamnade i konflikt med England och engelska flottornas herravälde på haven i stort sett skar av förbindelsen mellan Norge och Danmark. Detta ledde i sin tur till att en särskild regering måste inrättas i Norge och i denna blev prins Kristian August 24 augusti 1807 ordförande. Norges ställning försämrades, då Danmark 29 februari 1808 enligt fredsfördraget i Tilsit av Napoleon I tvingades förklara krig mot Sverige, och prinsen fick ansvaret både för landets politiska ledning och dess militära försvar.
Sveriges västra armé angrep under Gustaf Mauritz Armfelts ledning, men möttes av kraftigt norskt motstånd. De svenska trupperna drog sig i slutet av juni 1808 tillbaka över gränsen, och de egentliga krigsrörelserna upphörde. Den 7 december 1808 slöts en formell vapenvila med två dagars uppsägning.

## Striden om den svenska tronen
Redan tidigt antas prinsen fått veta om missnöjet mot Gustav IV Adolf. Då general Georg Adlersparre 13 mars 1809 med värmländska fördelningen tågade från  Karlstad  mot huvudstaden för att delta i kungens avsättning, hade prins Kristian dock lovat honom att icke angripa, om icke Fredrik VI befallde det eller ryssarna inbröt i Sverige.
Själv hoppades han till en början på en trestatsskandinavism under sin egen kung, Fredrik VI. Greve Herman Wedel-Jarlsberg, i samråd med flera svenskar (Adlersparre, von Platen, Carl Henric Posse med flera) arbeta för en förening mellan Norge och Sverige under prinsen. Meningen var först, att Norge under honom skulle skilja sig från Danmark och därefter han på grund härav väljas till tronarvinge i Sverige.
Under förespeglingar om den svenska tronen och med överdrivna framställningar av den norska vapenvilans betydelse pådrev Adlersparre och hans parti alltså tronföljarvalet i Sverige; inom hemliga utskottet på riksdagen fick förslaget majoritet. Den 15 juli 1809 bifölls det av bondeståndet samt 18 juli av de övriga stånden, hos adeln dock först efter livliga debatter och mot ett betydande antal reservanters som hellre velat uppskjuta valet.
Han motsatte sig upprepade maningar från Fredrik VI att anfalla Sverige, men vägrade samtidigt att ta emot den svenska tronföljden innan han fått sin kungs samtycke. Dessutom vägrade han resa till Sverige förrän freden blivit sluten. Wedel-Jarlsberg och Adlersparres ansträngningar att åstadkomma en resning i Norge, dit Fredrik VI för övrigt skickat först Frederik Julius Kaas och sedan sin svåger prins Fredrik av Hessen för att kontrollera prins Kristian, misslyckades. Hoppet om Norge förgick alltså, och Adlersparres motparti, de så kallade gustavianerna, började under hösten nära förhoppningar om, att prinsen skulle utebli och tronföljarvalet kunna göras om. Även dessa gick dock om intet, och sedan freden med Danmark slutits i Jönköping 10 december 1809, begav sig prinsen i början av januari 1810 till Sverige.

## Tronpretendent
På begäran av Karl XIII, som adopterade honom, antog han namnet Karl August – namnet Kristian hade ingen god klang i Sverige. Den 22 januari 1810 höll han sitt intåg i Stockholm, och 24 januari avlade han på rikssalen sin trohetsed samt mottog ständernas hyllning.
Som nyutnämnd tronföljare började Karl August successivt ta del av offentliga åtaganden och representativa uppgifter i Sverige. Den 12 februari 1810 genomförde han ett av sina första officiella besök, då han besökte det Kungliga institutet för dövstumma och blinda på Manilla, beläget på Djurgården i Stockholm. Besöket markerade ett tidigt uttryck för hans intresse för välfärds- och utbildningsfrågor, särskilt riktade mot utsatta grupper i samhället.
Snart vann han sympatier även i sitt nya hemland. Adlersparre, som hade ett par konferenser med honom medan han ännu var dansk prins, skildrar i ett brev till Karl XIII sitt första personliga intryck av honom:
| ” | Hans utseende och sätt att vara föreföllo mig vid första anblicken föga angenäma; i gesterna var någonting osvenskt, likväl ej danskt utan mera tyskt, som ej behagade. Inom få minuter försvunno dock dessa mindre behagliga intryck, och efter en timmes samtal såg jag intet, platt intet annat än den outsägligt goda människan och den i alla ämnen mogna och skarpsinnigt seende mannen. I andra sammanträdet vann han hela min tillgivenhet, och jag förundrar mig ej över att varje norsk man adorerar honom. I fråga om sina relationer till Danmark yttrade han flera gånger: ’Man må ej tvivla, att sedan jag kommit till Sverige, är jag ingenting annat än svensk.’ | „ |

Gustavianerna inom hovet och en stor del av högadeln ville dock inte veta av honom. De hade velat ha Gustav IV Adolfs son till tronföljare. Dessa eleganta världsmän och societetsdamer sade spetsigheter om den lille korpulente och koppärrige "bondprinsens" tafatta och klumpiga sätt i sällskapslivet. Somliga, framför allt medlemmarna av familjen Fersen, visade honom öppet förakt. Hedvig Charlotta karakteriserar honom som "en tyst och tråkig sällskapsmänniska, som alltid fann sig besvärad i fruntimmers sällskap, men en bra och hederlig karl, även om han saknade högre begåvning och allmänbildning".
Karl August bidande sin väg fram utan att man kunde ana vilka framtidstankar han hade inom sig. Endast hans bror, Fredrik Kristian av Augustenburg, fick del av dem, och tack vare hans anteckningar vet vi att Karl August umgicks med planer på att försiktigt verka för en ny förening mellan Nordens tre riken. När tiden blev mogen för detta ämnade han själv frivilligt träda tillbaka för danska kungahuset. Skulle denna plan visas sig omöjlig att utförbara så ämnade han adoptera Gustav IV Adolfs son Gustav för den händelse att ynglingen utvecklade sig så att han blev tronen värdig.
Tills vidare nöjde sig kronprinsen med att iaktta och bida och lät ytterst få ana sina framtidsplaner. Prinsens plötsliga död omintetgjorde dock alla eventuella planer på de olika nordiska ländernas förening under en kung.

## Kronprinsens plötsliga död

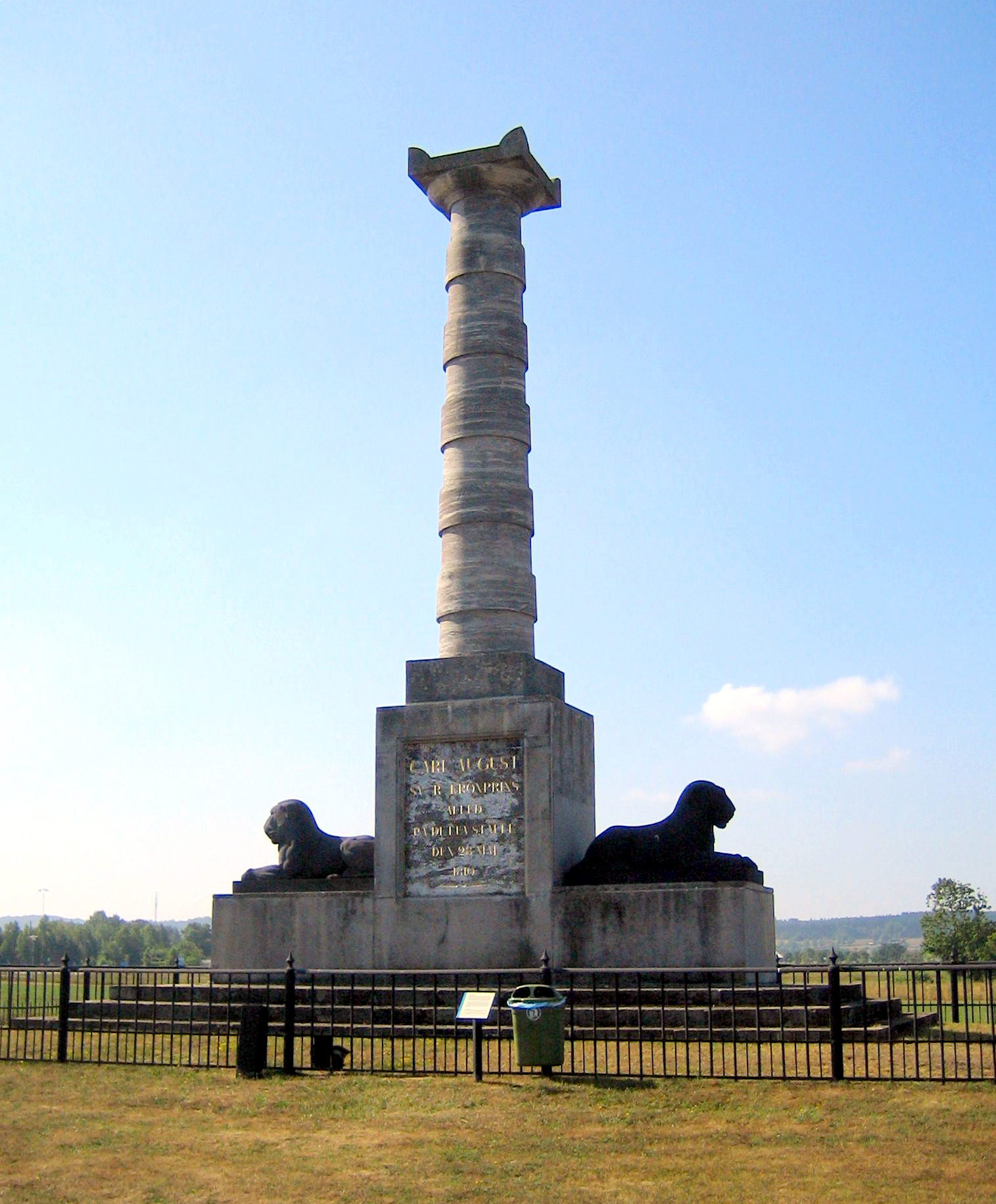
Monumentet i Kvidinge 2006.

Kronprinsens hälsa hade varit till och från ända sedan i början av året skrev Carl af Forsell i förhöret efter Karl Augusts död. af Forsell hade varit med kronprinsen sedan maj 1809 och den senare hade visat god hälsa under den tiden. När Karl August och sällskapet var mellan Göteborg och Stockholm under deras färd till huvudstaden i början av januari så började Kronprinsen "må illa samt besvärad av diarré" Under januari, februari och mars hade han återkommande besvär med både diarré och hosta. I april månad var kronprinsen till synes frisk. Den 9 maj avreste Karl August från Stockholm till Linköping och under resan kräktes han "häftigt" enligt af Forsell. Prinsen träffade några läkare väl framme i Linköping men de kunde inte ge någon hjälp. Sällskapet åkte vidare och kom till Karlskrona den 16 maj men prinsen var fortfarande sjuk. Efter framkomsten till Lund den 21 maj var han i bättre kondition än förut men det ändrades snart till det värre. Hans hälsa vände om igen till det bättre under fyra-dagars vistelsen vid Ramlösa i hertig Fredrics sällskap och vid avfärden den 28 maj var prinsen "vid gladt lynne och och hade frisk färg". Den 28 maj åkte kronprinsen till Kvidinge hed för att se det Mörnerska husarregementet excercera. Han gjorde det från hästryggen, men då han skulle rida ur vägen för en attack, förlorade han plötsligt kontrollen över hästen som satte av i karriär. Prinsen vacklade i sadeln och föll omsider baklänges till marken. De tillskyndande fann honom medvetslös men vid liv. De närvarande, vilket snart inkluderade en livläkare som kom springande, tog av prinsen hans ytterkläder och ett gehäng som han hade för vana att knyta väldigt hårt runt kragen. De försökte väcka Karl August med luktsalt, kallt vatten, brännvin och ett kräkmedel men utan resultat. Livläkaren gjorde en åderlåtning som bara orsakade en lätt rodnad på prinsens kinder. De bar honom till en närliggande prästgård men när han lades på bordet i gården var han avliden. Två dagar senare verkställdes obduktion, som utfördes av hans läkare Rossi samt tre tillkallade professorer från Lund. Därvid visades att dödsorsaken var ett slaganfall under ritten. Trots detta spreds snart rykten om att prinsen förgiftats eller på annat sätt bragts om livet. Anklagelserna riktades främst mot de så kallade gustavianerna som ansågs vilja sätta någon av Gustav III:s familj på tronen. I efterspelet av prinsens död ledde det till att riksmarskalken Axel von Fersen mördades av pöbeln (Fersenska mordet).
Karl August var ogift och barnlös. Under sin korta tid som kronprins hann Karl August motta ett antal hedersbetygelser som följde på hans inträde i det svenska kungahuset. Bland annat utsågs han 18 april 1810 till "förste ledamot" (med senare terminologi hedersledamot) av Kungliga Vetenskapsakademien, och han var den förste att kallas till denna position i akademien.

## Eftermäle
Monumentet i Kvidinge restes 1826 till minne av kronprins Karl August. Monumentet skadades svårt efter ett blixtnedslag den 23 juni 2025.